# Obniżenie Wilkowskie
Obniżenie Wilkowskie – wydłużona bruzda w Górach Świętokrzyskich. Znajduje się pomiędzy Łysogórami na południu, a Pasmem Klonowskim na północy.
Jest zbudowane z łupków i szarogłazów sylurskich, częściowo przykrytych osadami z okresu czwartorzędu. Zachodnią częścią obniżenia jest Dolina Wilkowska odwadniana przez Lubrzankę. Część wschodnia odwadniana jest przez Pokrzywiankę. Obniżenie Wilkowskie jest regionem rolniczym, z wyjątkiem części środkowej, którą porastają lasy mieszane i sosnowe, wchodzące w skład Świętokrzyskiego Parku Narodowego. W dziale wodnym występują bory bagienne.
W Obniżeniu Wilkowskim położone są ośrodki turystyczne: Święta Katarzyna i Nowa Słupia (na wschodnim krańcu).